# 逸話
逸話（いつわ、英: anecdote）とは、世間や世人にあまり知られていない興味深い話、世人の目から逸した（逃れた）話のこと。

## 解説
同義語としてよく「エピソード」の語が用いられるが、日本独自の語義（和製英語）である事に注意を要する。特定の人物や物事に纏わる興味深い話として語られることが多い。
ロシアやウクライナ等の東欧諸国ではアネクドートというと、小咄のようなある一定の長さの人々の間で知られたジョークを指す。また医学においては、Anecdotalとは「一例しか報告のない病態（とそれに対する治療）」「その医者しか経験していない病気（或いは治療）」を指し、根拠に基づく医療に比べれば劣るとされている。
一般的には、その人物の性格をよく表している逸話として紹介されることが多いが、逆に、人物の意外な側面を示す話であることもある。また歴史上の人物の場合には、その当時の時代背景をうかがわせる話であることもある。

## 捏造された逸話
逸話の中には、マリー・アントワネットを題材とした『ケーキを食べればいいじゃない』、ジョージ・ワシントンを題材とした『ワシントンの斧』、森喜朗を題材とした『Who are you?』のように捏造された寓話であるにもかかわらず、実話として世間に流布されてしまうこともある。
逸話の性質について歴史学者の今井登志喜は「これらは本来無責任な捏造が甚だ多い性質のものである。個人の逸話といわれるものの如き、真実を伝えている場合は寧ろ少い」と述べている。